# Apnée
Apnée è un film del 2016 diretto da Jean-Christophe Meurisse. 
È stato presentato alla 55ª settimana internazionale della critica al Festival di Cannes 2016.

## Trama
Céline, Thomas e Maxence hanno deciso di fare tutto insieme, persino di sposarsi. Ma hanno difficoltà ad adattare le loro scelte di vita alla realtà amministrativa ed economica della vita quotidiana. Questi adulti-bambini decidono di inventare un mondo immaginario dove nessuno possa disturbarli.